# David Palmer (24)
David Palmer es un personaje de ficción que representa a un senador del estado de California y, posteriormente, al Presidente de los Estados Unidos en la serie de televisión estadounidense: 24.
Palmer es interpretado por el actor estadounidense de cine y televisión, Dennis Haysbert. El personaje tuvo 80 apariciones en cinco temporadas, siendo el cuarto personaje en alcanzar más apariciones en la serie, detrás de Chloe O'Brian, Tony Almeida y Jack Bauer.

## Perfil
Es el primer candidato afroamericano con posibilidad de alcanzar la presidencia de los Estados Unidos. Palmer tuvo que pasar por situaciones difíciles durante las elecciones primarias en California, en lo que sería el Día 1 de la serie.
Una vez nombrado Presidente, Palmer llevaría a cabo un gobierno centrado en la atención de los problemas de su país y marcado por el honor y el alto nivel moral que su persona impuso al cargo. La presidencia de Palmer también fue objeto de algunos de los más graves ataques a la nación.
Tras retirarse de la contienda electoral y solo ejercer durante un periodo la Presidencia, Palmer se mantendría fuera de los sucesos de la serie por un tiempo, pero la subida al poder de Charles Logan lo colocaría de nuevo al frente a importantes eventos que culminarían con un ataque en contra de los Estados Unidos nunca antes pensado, circunstancia durante la cual Palmer es ejecutado.
De acuerdo al VicePresidente Hal Gardner, David Palmer fue un hombre de honor y el hombre más grande en haber ocupado el cargo presidencial.

### Familia y parientes
- Hermano: Wayne Palmer, también su Jefe de Personal durante parte de su mandato.
- Hermana: Sandra Palmer.
- Esposa: Sherry Palmer (divorciados desde la Temporada 2)
- Hijos: Keith y Nicole Palmer.

## David Palmer en 24

### 1.ª temporada
Al inicio del Día 1, David era Senador por California, corriendo como candidato presidencial en las primarias de ese estado. UAT de Los Ángeles confirma que puede llevarse una amenaza contra la vida de Palmer durante el día. Cuando el director de la oficina de L.A., Richard Walsh, es asesinado mientras trataba de entregar a Jack Bauer información sobre el intento de asesinato, Jack toma el asunto en sus manos para proteger la vida del candidato.
Poco sabía Jack que él sería la herramienta que usarían los atacantes para llegar a Palmer. Tras secuestrar a su esposa e hija, los terroristas fuerzan a Jack a matar a Palmer. Jack logra evitar el atentado. Palmer lleva a cabo algunas averiguaciones por medio de su consejero Mike Novick, que lo llevan a descubrir que Jack tomó parte de una operación encubierta en Yugoslavia, la cual fue autorizada por un comité del cual Palmer formaba parte.
Mientras esto sucedía, Palmer debía lidiar con su esposa Sherry por la situación de sus hijos: Nicole había sido violada y Keith, su hermano, había matado accidentalmente al violador al ir a enfrentarlo. Unos hombres que no deseaban que Palmer avanzara en la carrera por la Presidencia estaban dispuestos a liberar esta información al público. Las decisiones de Palmer y su señora en este ámbito sería contradictorias, y, con el paso de las horas, se haría claro que Sherry estaba dispuesta a llegar a cualquier extremo con tal de garantizar la victoria de David en las elecciones presidenciales.

### 2ª temporada

#### La Búsqueda de la Bomba
Para el inicio de la Segunda Temporada, David Palmer es ahora el presidente de los Estados Unidos. En la misma, debe lidiar con una difícil situación cuando es avisado por el Comando de NORAD que podría producirse un ataque con arma nuclear en la Costa Oeste, "hoy".
Palmer ordena que de inmediato sean asignados todos los agentes y recursos de inteligencia de la Costa Oeste a la tarea de evitar este ataque. Sin embargo, cuando recibe un aviso que Jack Bauer no se ha reintegrado, Palmer decide llamarlo personalmente. Jack se encontraba en una terrible situación personal, pero apenas escucha el llamado del Presidente, le pregunta: "¿Cuándo me necesita, Señor?". David responde: "Hoy". Jack vuelve de inmediato al servicio activo.
Mientras la UAT busca la bomba, Palmer tiene que lidiar con sus propios enemigos. Los militares están avanzando en la evacuación sin su permiso y la NSA parece querer operar a su propio gusto. Eventualmente, NSA rechaza informar a la UAT que ellos van a ser atacados (una distracción para disminuir las capacidades del Gobierno de buscar la bomba). Lynne Kresge, la asistente del Presidente, trata de avisar, pero la NSA se lo impide. Las consecuencias son fatales: muchos miembros del personal de la UAT mueren en el atentado. Palmer despide a Eric Rayburn, el agente que se rehusó a enviar la información.
Luego aparecería Roger Stanton, la cabeza de la NSA, y Sherry, la exesposa de Palmer. Ellos tratarían de ayudar a buscar la bomba y detener las amenazas. Pero pronto se descubre que la NSA está involucrada con la bomba, cuando la UAT es atacada por un comando de esta unidad.

#### Traición, en todos los frentes
Ante la negación de la NSA por un lado y las evidencias de campo por el otro, Palmer se ve obligado a secuestrar y torturar a Stanton, quien revela que la NSA planeaba salvar el día en el último momento para ganarse el favor del Presidente y así promover su agenda para "fortalecer la posición militar". El plan no resulta: un comando escondido, Jonathan Wallace, los ha traicionado. Stanton revela entonces que es Sherry quien la ha estado ayudando. Ella apela a su deseo de fortalecer a Palmer, pues en realidad no desea hacerle daño. Pero el daño ya está hecho, y cuando la bomba al fin es encontrada, Palmer no tiene más remedio que abordar el Air Force One para observar desde el cielo cómo esta detona cerca de Los Ángeles, en pleno desierto. Con el ataque realizado, y el aviso de la UAT que una grabación se ha descubierto implicando a tres países de Oriente Medio en la introducción de la bomba, Palmer confiesa a Lynne que "estamos al borde de la Tercera Guerra Mundial".
Jack pide a Palmer tiempo para encontrar las pruebas de que la grabación es falsa. Palmer trata de conceder el tiempo necesario, a sabiendas de que un ataque con falsa información sería destructivo para Estados Unidos. Sin embargo, encuentra oposición del Vicepresidente, James Prescott, quien con ayuda de Mike Novick convoca la vigesimoquinta enmienda y mediante la votación del gabinete retiran a Palmer de la presidencia. Palmer es arrestado pero con la ayuda de Aaron Pierce logra contactar a Jack. Para obtener más tiempo, Palmer pide a Novick que se le permita a su abogado personal acceder a los ficheros interagenciales, lo que resulta en evidencia de que los agentes que custodiaban la bomba trabajaban para Peter Kingsley. 
Jack ha seguido también la evidencia y pide a Sherry Palmer que le ayude a ponerle una trampa a Kingsley para obtener una confesión. CTU enlaza la conversación en vivo con el gabinete y ante la clara evidencia, Prescott cancela el ataque al Medio Oriente y Palmer es reinstituido como Presidente de los Estados Unidos.
Tras las disculpas del Vicepresidente, él y todos los miembros del gabinete que votaron por retirar a Plamer del cargo presentaron sus renuncias aunque él comprende su comportamiento y no las acepta. Sin embargo, Mike Novick fue relevado de su cargo por haber traicionado su confianza.

#### El atentado contra su vida
Mientras daba una conferencia de prensa para calmar a los medios y saludar al país, Palmer se despide del público estrechando sus manos, lo cual es aprovechado por una mujer (Mandy) que logra entrechar la mano del Presidente con veneno. Al llegar a su limusina, Palmer siente un dolor y ve su mano al rojo vivo, cae desmayado y presenta dificultades para respirar.
Las últimas escenas de la temporada muestran a Palmer, inmóvil y sofocándose en el suelo, mientras el pánico cunde a su alrededor.

### 24: El Juego
El videojuego de la serie, disponible sólo para PlayStation 2, nos cuenta otro día en la vida de Jack Bauer, situando la trama entre las temporadas 2 y 3. Aunque no podremos jugar como David Palmer, en el juego se nos muestra la evolución de Palmer tras el atentado del final de la 2ª temporada de la serie.
Así, David Palmer aparece dando un discurso tranquilizador a los estadounidenses tras un atentado fallido contra el vicepresidente, que lo sustituía hasta ese momento. Aunque la imagen que da David Palmer es de estar ya totalmente recuperado, cuando las cámaras dejan de grabar el discurso vemos que aún está en silla de ruedas y que necesita la compañía de un médico.

### 3ª temporada

#### Pelea por la Presidencia
Tres años después, Palmer está peleando por su segundo término en la Presidencia mientras mantiene una relación con su doctora personal, Anne Packard y recibe la ayuda de su hermano Wayne como Jefe de Personal. Sin embargo las cosas cambian rápidamente cuando un cuerpo contaminado con un agente biológico es encontrado en Los Ángeles y se recibe el comunicado del capo de la droga Héctor Salazar que este virus será liberado si Estados Unidos no otorga la libertad a su hermano Ramón.
Los intentos de contener el virus en la persona de Kyle Singer acaban mal para la UAT, por lo que Jack decide ofrecer al Presidente una salida: una misión sin retorno en la que Jack le entregará a Ramón a su hermano para que así la política de los Estados Unidos no se vea afectada por la amenaza. 
Cuando la situación era casi insostenible, se revela que todo forma parte de un plan de Jack, Tony y Gael para reinfiltrar a Jack con los Salazar y recuperar el virus antes que sea utilizado. Aunque enojado por haber sido engañado, Palmer sabe lo que está en juego y autoriza la operación.

#### Problemas de Familia
Sin embargo a estos eventos se agrega que uno de los principales colaboradores de campaña de Palmer, Alan Milliken, ha descubierto que Wayne mantenía una relación con su esposa Julia. Este colaborador trata de chantajear a Palmer obligándolo a despedir a Wayne si no quiere que los fondos de sus colaboradores le sean retirados.
A sabiendas de que está ante una difícil situación, Palmer decide llamar a su exmujer Sherry para contraatacar. Sherry empieza a mover sus contactos para buscar información "sucia" acerca de Milliken, pero al perder una pista se asusta y decide intervenir directamente con él y su esposa. Como resultado de esto, Sherry participa de la muerte de Alan y obliga a su marido a encubrirla o revelará que fue llamada por él para "contraatacar" a Milliken.
Palmer presionado porque este nuevo acontecimiento sea aprovechado por su rival de campaña, acepta encubrir a Sherry, declarando ante el jefe de la policía que ella estuvo a su lado durante la muerte de Milliken. Finalmente decide no volverla a ver y la expulsa de las oficinas.
Sherry al sentirse de nuevo traicionada, acude a la oficina de campaña del senador John Keeler para confesarle que ella asesinó a Milliken y que Palmer cometió perjurio encubriéndola. Keeler usa la información para chantajear a David y pedirle que renuncie a la presidencia.

#### El Final
Wayne recupera de la casa de Sherry el frasco del medicamento que horas antes le quitó a Milliken, el cual ella pretendía usar como evidencia para demostrar que ella lo asesinó y que Palmer la había encubierto. Pero en ese momento, Julia llega para reclamarle a Sherry porque la policía creía que ella asesinó a su marido, por lo que pasaría el resto de su vida en la cárcel. Wayne y Sherry intentan convencerla de que no será así. Julia dispara contra Sherry y luego ante la mirada de Wayne se suicida.
Jack avisa a Palmer que los once frascos del virus están asegurados y que el peligro ha pasado. En ese momento Palmer le comenta que después de lo que ha sucedido no buscará la reelección y que ese será su único periodo al frente de la Casa Blanca.

### 4ª temporada
Tras el atentado al Air Force One, el presidente John Keeler se ve imposibilitado de ejercer, e inmediatamente asume su rol el vicepresidente Charles Logan. Este, aturdido e incompetente ante la amenaza terrorista que azota a su país, decide convocar al expresidente David Palmer, por su experiencia en el tratamiento de este tipo de amenazas. Cuando la amenaza termina, Charles Logan se apunta el tanto y desprecia a Palmer, sin el cual no hubiera conseguido parar la amenaza. 
Palmer no solo cumple un papel protagónico en la eliminación de la amenaza terrorista, sino que es una de las cuatro personas que colabora con la fingida muerte de Jack Bauer, para escapar del gobierno Chino.

### 5ª temporada

#### La Muerte de Palmer
Al iniciar el Día 5, Palmer se encuentra en el departamento de su hermano Wayne en Los Ángeles, cuando es asesinado de un tiro en la garganta por un francotirador. Wayne intentó auxiliarle pero el tiro fue fatal. La noticia de la muerte de Palmer corrió muy rápido, incitando a Tony Almeida y Michelle Dessler a volver a la UAT, justo antes que fueran atacados. Su asesinato desemboca los hechos narrados en la quinta temporada.
Jack Bauer sale de su anonimato para perseguir al asesino, a quien interroga y elimina, descubriendo que este solo era el ejecutor del acto, no la mente pensante. En el transcurso de la temporada, Jack descubre una trama terrorista que involucra a altos mandatarios de la Casa Blanca. David Palmer conocía estos detalles y tenía la intención de darlos a conocer a la opinión pública, motivo por el cual fue asesinado.

## Otros detalles
David Palmer tuvo el honor de ser el primer Presidente afroamericano de los Estados Unidos, aunque haya sido en una obra de ficción. Su muerte en el primer capítulo de la quinta temporada representa una dura pérdida para los fanes de la serie.
La postura corporal y ética de Palmer en su estancia en la Casa Blanca ha generado impresiones de un parecido o influencia actoral basados en la persona de Abraham Lincoln. En su contraparte, otro Presidente en 24, Charles Logan, además de ser un villano, ha sido relacionado de igual manera con Richard Nixon.
David Palmer será enterrado en el Cementerio de Arlington tras su muerte. Si se considera que los eventos de la serie parten cerca del año 2001 y están precedidos por nuestra historia real, sería el tercer Presidente estadounidense confirmado en tener ese honor.
El presidente anterior es Harold "Harry" Barnes, republicano, derrotado por David Palmer en las elecciones presidenciales celebradas después de la primera temporada.

### Personal
- Gabinete:
  - Vicepresidente: Jim Prescott.
- Equipo Personal:
  - Jefe de Personal: Mike Novick, Wayne Palmer.
  - Consejero: Lynne Kresge
  - Médico Personal: Anne Packard
- Detalle del Servicio Secreto:
  - Agentes a Cargo: Aaron Pierce, entre otros.

- Datos: Q249898